# Hrvatska sloboda (Zagreb)
Hrvatska sloboda je bio hrvatski dnevnik iz Zagreba. 
Izlazile su od 27. travnja 1908. do 30. listopada 1911. godine, svakim danom osim nedjelje. 
Nastavljale su baštinu dnevnika Hrvatske.
Uređivali su ih: 
- Ivan Peršić
- Mile Starčević

Na baštinu dnevnika Hrvatske nastavlja se dnevni list Hrvatska država.